# Eva Marie Schlenzig
Eva Marie Schlenzig, auch Evamarie (* 1908 in Klingenthal; † ?), war eine deutsche Malerin und Grafikerin, deren Werke von den Nationalsozialisten als entartet verfemt wurden und die in der Folge in Vergessenheit geriet.

## Leben und Werk
Zu Eva Marie Schlenzig fehlen nahezu alle biografischen Daten. Sie lebte in Berlin und zeigte als Malerin und Grafikerin einen Blick auf skurrile Themen. Der Galerist Alfred Flechtheim wurde auf sie aufmerksam. U. a. veröffentlichte dessen Kulturzeitschrift Der Querschnitt 1929 zu einem Text von Bernhard Shaw („Sex appeal“) eines ihrer Bilder Mit Künstlern aus Deutschland, Frankreich, Tschechien, Österreich, Ungarn und der Schweiz wurde sie auch in der von Paul Westheim herausgegebenen Zeitschrift in Mappenform Die Schaffenden veröffentlicht, die in Originalgrafiken neben Spitzenwerken dem Publikum auch unbekanntere Positionen des frühen 20. Jahrhunderts nahebringen wollte.
Auch die von Westheim herausgegebene Zeitschrift Das Kunstblatt berichtete mehrfach über Schlenzig. In der Ausgabe vom November 1930 wurde sie dort zu den neuen Künstlern gezählt, die Werke auf der Ausstellung „Junge Deutsche Kunst“ der Vereinigung für junge Kunst in der Kunsthalle Düsseldorf ausgestellt hatten, und auf die man zukünftig achten müsse. In der folgenden Ausgabe sah Westheim durch ihr Aquarell Die Taufe, das auf der Kunstblatt-Ausstellung Junger Künstler im Reckendorfhaus in Berlin gezeigt wurde, früher geweckte Erwartungen in die Künstlerin bestätigt. Bereits in der Februarausgabe, die von der Kunstblatt-Ausstellung „Porträt-Zeichnungen, -Grafik und -Fotos“ berichtete, erschienen ein Porträtfoto von Schlenzig und eine von Ernst Wilhelm Nay geschaffene Tuschezeichnung, die sie darstellt.
1937 wurden im Rahmen der deutschlandweiten konzertierten Aktion „Entartete Kunst“ Arbeiten Eva Marie Schlenzigs aus öffentlichen Sammlungen beschlagnahmt und vernichtet.

## Museen und öffentliche Sammlungen mit Werken Eva Maria Schlenzigs (unvollständig)
- Stuttgart: Staatsgalerie Stuttgart[8]

- Washington D. C.: National Gallery of Art[9]

## 1937 als „entartet“ aus öffentlichen Sammlung beschlagnahmte und vernichtete Werke
- Garderobe (Aquarell, 44,7 × 31,8 cm, 1929; Nationalgalerie Berlin im Kronprinzen-Palais)
- Spaziergang (Lithografie; Städtische Kunstsammlung Chemnitz)
- Treppengasse in Fiesole (Lithografie; Städtische Kunstsammlung Chemnitz)
- Pensionsspaziergang (Lithografie, 40,5 × 30,5 cm; Blatt 8 der Mappe Die Schaffenden, 7. Jahrgang, 1. Mappe; Staatliche Kunstgewerbe Bibliothek der Staatlichen Akademie für Kunstgewerbe Dresden und Pfälzisches Gewerbemuseum Kaiserslautern)[10]
- Treppengasse in Fiesole (Lithografie; Blatt 9 der Mappe Die Schaffenden, 7. Jahrgang, 1. Mappe; Staatliche Akademie für Kunstgewerbe, Staatliche Kunstgewerbe Bibliothek Dresden)[11]

## Ausstellungsbeteiligungen (unvollständig)
- 1930: Berlin, Reckendorfhaus (Kunstblatt-Ausstellung Junge Künstler)
- 1972: Berlin, Galerie Nierendorf ("Die zwanziger Jahre. Deutsche Kunst von 1924 bis 1933")
- 1977: Berlin, Galerie Nierendorf ("Licht und Schatten der zwanziger Jahre. 205 Werke deutscher Künstler aus den Jahren 1914 bis 1933")